# مركز موكوباني لحفظ التنوع البيولوجي
مركز موكوباني لحفظ التنوع البيولوجي تأسس هذا المركز في عام 1979 وكان أول أفتتاحه للجمهور في أكتوبر 1981، باعتباره فرعآ تابعآ لحديقة الحيوان الوطنية (NZG)، حديقة حيوان بريتوريا.في عام 2004 تم إعلان NZG كمرفق وطني، كجزء من مؤسسة الأبحاث الوطنية في جنوب أفريقيا (NRF).في أبريل 2018، تم نقل مركز Mokopane BCC إلى الإدارة الوطنية للبيئة ومصايد الأسماك والغابات باعتباره حرمآ للمعهد الوطني للتنوع البيولوجي في جنوب إفريقيا (SANBI).
يقع المركز على طريق المدخل الشمالي (R101) إلى مدينة موكوباني ، في مقاطعة ليمبوبو في جنوب أفريقيا ويغطي مساحة قدرها 1300 هكتار.يعد المركز مزيجًا من بيئات الحفاظ المختلفة التي تتكون من حديقة حيوانات صغيرة ومعسكرات تربية ومحمية طبيعية (منطقة حرة)، تستوعب مجموعة كبيرة ومتنوعة من أنواع النباتات والحيوانات.
يعد المركز جزءآ من موقع التراث العالمي، المواقع الأحفورية الرطبة في جنوب أفريقيا، وادي ماكابان ، الذي أعلنته اليونسكو في عام 2005، وأعلن كمنطقة محمية بشكل خاص وفقًا للتشريعات في جنوب أفريقيا في ديسمبر 2007.
يشار إلى مركز Mokopane BCC عادة من قبل المجتمع المحلي باسم مركز تربية الألعاب والذي كان اسمه التاريخي من عام 1979 حتى عام 2007 عندما تم تغيير الأسم إلى مركز Mokopane للحفاظ على التنوع البيولوجي ليعكس عمل ووظيفة الحرم الجامعي.
المركز مفتوح طوال العام، بما في ذلك عطلات نهاية الأسبوع والعطلات الرسمية.مفتوح من الساعة 08:00 حتى 16:30، (تغلق البوابة الساعة 18:00).الجميع مرحب بهم، زوار اليوم الواحد، مع الإقامة الذاتية.كما يمكنك ايضآ حجز جولة إرشادية برفقة الموظفين في وجبة الصباح أو لعبة / قيادة ليلية.

## الأنشطة والمرافق
تتوفر في المركز العديد من الأنشطة والمرافق.وتشمل هذه الأنشطة رحلات يومية إلى المحمية، ورحلات السفاري، والفعاليات في الهواء الطلق، والإقامة الليلية.ويوجد أيضًا مرفق بحثي للطلاب والباحثين.

### تعليم
تقوم المدارس بزيارة مركز Mokopane BCC يوميآ ويمكن للمعلمين حجز أحد برامج التعليم والتوعية. يتم استضافة الجامعات المحلية والدولية لإجراء عروض عملية ومحادثات حول مجموعة واسعة من المواضيع التي تتناول جوانب من إدارة الحياة البرية من الأسر إلى الحياة البرية الحرة.تتوفر أيضًا فرص التدريب من خلال البرامج والهياكل المعمول بها كما يتم الإعلان عنها سنويًا.

### بحث
على مر السنين، ساهم الحرم الجامعي في عدد من مشاريع الدكتوراه والماجستير والبحوث الأساسية التي استوعبت الباحثين المحليين والدوليين.

## قائمة الأنواع
قائمة الاحتياط
- حيوان النو الأزرق
- بوشباك
- خنزير بوش
- ديكر
- زرافة
- إمبالا
- كليبسبرينجر
- كودو
- ريبوك الجبلي
- نيالا
- نعامة
- غزال القصب
- ستينبوك
- تسيسيبي
- خنزير بري
- ظباء الماء
- حمار وحشي

في المخيمات
- الحمار الأفريقي
- بومة الحظيرة
- الجاموس الرأسي
- كلب كيب البري
- الفهد
- ماعز كالاهاري الأحمر
- النسر الملك
- الأسد
- أبقار نغوني
- فرس النهر القزم
- ظبي روان
- سيرفال
- بومة النسر المرقطة
- بومة نسر فيرو (حليبية/عملاقة)
- قرد الجيبون أبيض اليد (لار)

الطيور
- مراقبة 198 نوعًا

قائمة الفراشات والعث
- يوجد حاليآ أكثر من 58 نوعآ معروفآ ، ولكن من المتوقع أن يصل العدد إلى أكثر من 120 نوعآ مع استمرار المسوحات.

قائمة الخفافيش
- 7 أنواع مؤكدة

النباتات
- 105 نوعًا من الأشجار
- 78 عشبًا

## روابط خارجية
- حدائق الحيوان الوطنية في جنوب أفريقيا: مركز موكوباني لحفظ التنوع البيولوجي[وصلة مكسورة]
- مركز موكوباني لتربية الحيوانات البرية